# Jean Cory Beall
Jean Cory Beall (1909-1978) foi uma artista americana.
O seu trabalho encontra-se incluído na coleção do Museu de Arte de Seattle.

## Trabalhos públicos
Em 1957, Beall criou Água em Eletricidade (Aquele Homem Pode Usá-la Livremente...), um mosaico de 37 pés de comprimento em ladrilho de vidro para o edifício City Light, em Seattle. O mural foi movido para o Museu de História e Indústria de Seattle em 1996.
Em 1959, ela criou um mural de 10,5 por 29,5 pés de comprimento para o Edifício da Administração Geral em Olympia, Washington. Criado a partir de tesselas de vidro veneziano, o mosaico foi movido para o prédio vizinho de Helen Sommers, no estado de Washington, em 2018.